# Fontanna flisaka w Toruniu
Fontanna flisaka w Toruniu – fontanna, zwieńczona statuetką flisaka grającego na skrzypcach, znajdująca się w zachodniej części Rynku Staromiejskiego w Toruniu, pomiędzy Ratuszem Staromiejskim a kościołem św. Ducha.
Autorem rzeźby jest urodzony w Toruniu berliński rzeźbiarz Georg Wolf. Pomnik został oficjalnie odsłonięty 28 czerwca 1914 roku na dziedzińcu ratusza. Pomnik postawiono na wodotrysku założonym przez Francuzów w 1812 roku. W 1944 roku figurę flisaka (bez fontanny) przeniesiono na plac Teatralny. W latach 60. pomnik przeniesiono do fosy, w pobliżu dawnej Bramy Starotoruńskiej (według innego źródła pomnik przeniesiono do alpinarium w 1954 roku). Prawdopodobnie istniały również plany postawienia figury flisaka na elewacji budynku Archiwum Państwowego przy placu Mariana Rapackiego. W obecnym miejscu pomnik znajduje się od 1983 roku. Fontanna jest darem toruńskich kamieniarzy. Mosiężne żaby wykonała Toruńska Fabryka Wodomierzy i Zegarów „Metron”.
Pomnik przedstawia flisaka, bohatera legendy, według której dzięki zagraniu pięknej melodii granej na skrzypcach wyprowadził z Torunia tysiące żab, uwalniając miasto od ich plagi.
Flisak mierzy 1,5 metra wysokości. Na wielobocznej balustradzie fontanny przymocowano osiem żab z mosiądzu. Z ich pysków tryska woda.